# 田中法彦
田中 法彦（たなか のりひこ、2000年10月19日 - ）は、三重県三重郡川越町出身の社会人野球選手、元プロ野球選手（投手）。右投右打。

## 経歴

### プロ入り前
川越町立川越北小学校1年から川越北野球少年団で野球を始め、5年から投手。川越町立川越中学校では三重川越ヤングに所属。
三重県立菰野高等学校では1年秋からベンチ入りし2年秋から背番号1を付ける。「4番・エース」として臨んだ3年夏の三重大会3回戦で自己最速を152km/hまで更新するも、のちに甲子園初出場を決めた三重県立白山高等学校に破れベスト16で敗退。また、高校通算30本塁打を記録している。1学年上に岡林飛翔、1学年下に岡林勇希がいた。
2018年10月25日のドラフト会議で広島東洋カープから5巡目で指名を受け、11月20日に契約金3000万円、年俸450万円（金額はともに推定）で入団に合意した。背番号は57。
高校通算30本塁打と打撃でも非凡な才能を見せるが、プロでは投手に専念することになった。

### プロ入り後
2020年は二軍で主に抑えを務め、その後、10月16日に一軍選手登録された。この日までに二軍で25試合に登板し、1勝1敗12セーブ、防御率1.73だった。また、12セーブを挙げウエスタン・リーグのセーブ王となった。29日の対東京ヤクルトスワローズ23回戦（MAZDA Zoom-Zoom スタジアム広島）の6回に一軍公式戦初登板し、1回無失点だった。
2021年は一軍キャンプ参加となったものの、開幕前に二軍に降格。その後も一軍登録はされず、この年の一軍出場はなかった。
2022年は一軍登板の無いままオフを迎え、戦力外通告を受ける。11月8日に行われた12球団合同トライアウトに参加した。

### 広島退団後
広島退団後の同年12月7日に自身のインスタグラムを更新し、2023年からは広島OBの西田真二が監督を務める、社会人野球のセガサミーでプレーすることを発表した。

## プレースタイル・人物
身長173cmと投手としては小柄ながらも、最速152km/hを出す本格派右腕。故障が多かった高校時代を踏まえ、1年目は体づくりに重点を置き「2年目には155キロを出して１軍で投げられるようになりたい。ゆくゆくは開幕投手をやれるように」と成長曲線を思い描いた。
担当スカウトの松本有史は「球の強さ、速さがあり、けん制やフィールディングと何をやらせてもセンスがある。ウチは体が大きくて上から投げ下ろす選手が多いが（田中に関しては）身長は関係ない」と潜在能力に期待を寄せた。
太くて凛々しい眉が特徴的であり、「太さでは（中日ドラゴンズ1位指名の）根尾昂選手に負けていない」と語る。サイン色紙にも、太い眉毛が印象的な似顔絵を描き入れ、「（ファンにも）眉毛で覚えてもらえたら」と笑顔を見せた。

## 詳細情報

### 年度別投手成績
| 年 度     | 球 団     | 登 板 | 先 発 | 完 投 | 完 封 | 無 四 球 | 勝 利 | 敗 戦 | セ 丨 ブ | ホ 丨 ル ド | 勝 率 | 打 者 | 投 球 回 | 被 安 打 | 被 本 塁 打 | 与 四 球 | 敬 遠 | 与 死 球 | 奪 三 振 | 暴 投 | ボ 丨 ク | 失 点 | 自 責 点 | 防 御 率 | W H I P |
| --------- | --------- | ----- | ----- | ----- | ----- | -------- | ----- | ----- | -------- | ----------- | ----- | ----- | -------- | -------- | ----------- | -------- | ----- | -------- | -------- | ----- | -------- | ----- | -------- | -------- | ------- |
| 2020      | 広島      | 2     | 0     | 0     | 0     | 0        | 0     | 0     | 0        | 0           | ----  | 8     | 2.0      | 1        | 0           | 1        | 0     | 0        | 0        | 0     | 0        | 0     | 0        | 0.00     | 1.00    |
| 通算：1年 | 通算：1年 | 2     | 0     | 0     | 0     | 0        | 0     | 0     | 0        | 0           | ----  | 8     | 2.0      | 1        | 0           | 1        | 0     | 0        | 0        | 0     | 0        | 0     | 0        | 0.00     | 1.00    |

- 2022年度シーズン終了時

### 年度別守備成績
| 年 度 | 球 団 | 投手  | 投手  | 投手  | 投手  | 投手  | 投手     |
| 年 度 | 球 団 | 試 合 | 刺 殺 | 補 殺 | 失 策 | 併 殺 | 守 備 率 |
| ----- | ----- | ----- | ----- | ----- | ----- | ----- | -------- |
| 2020  | 広島  | 2     | 0     | 0     | 0     | 0     | ----     |
| 通算  | 通算  | 2     | 0     | 0     | 0     | 0     | ----     |

- 2022年度シーズン終了時

### 記録
初記録
投手記録
- 初登板：2020年10月29日、対東京ヤクルトスワローズ23回戦（MAZDA Zoom-Zoom スタジアム広島）、6回表に2番手で救援登板、1回無失点

### 背番号
- 57（2019年[4] - 2022年）